# Набатея
Набатея (на арабски: المملكة النبطية; на гръцки: Ναβαταίοι) или Набатейското царство е древно царство, създадено от група от арабски племена в Близкия изток, просъществувало в периода 3 век пр.н.е. – 106 г. Обхваща територии от днешните Йордания, Палестина, Израел, Сирия и Саудитска Арабия. Столицата ѝ е Петра – древен град, намиращ се в долината на Уади Муса (Йордания).
Набатея се формира върху голяма част от територията на Идумея, при съперничествата между диадохите – египетските Птолемеи и сирийските Селевкиди. Стратегическото ѝ местоположение на пътя между Двуречието и долината на Нил, както и това, че е отправен пункт за керванната търговия с Арабия (подправки и парфюми) бързо довеждат до просперитет на Набатея. В 312 г. пр.н.е. един от сирийските диадохи – Антигон I Монофталм – неуспешно атакува Петра с цел да я завладее, но не успява. През 2 век пр.н.е. Набатея остава в сферата на влияние на Древен Египет, като при отслабването на властта на Селевкидите над съседните ѝ територии успява да разшири владенията си.
Първият документиран владетел от наследствената монархия в Набатейското царство е Арета I през 169 г. пр.н.е.. В следващия период от историята Набатея си съперничи с Хасмонеите в Юдея, като при царуването на Арета III през 84 г. пр.н.е. успява да подчини под властта си Дамаск с част от Сирия. По време на римската експанзия в Леванта през 1 век пр.н.е. до 1 век Набатея успешно съхранява независимостта си, влизайки в съюзни отношения с Древен Рим. По време на обсадата на Ерусалим през 70 г. от Тит набатейците участват като римски съюзници.
В 105 г. след смъртта на Рабел II император Траян присъединява Набатея към Римската империя, оформяйки на нейната бивша територия римската провинция Арабия (на латински: Arabia Petraea).